# Chavannes-de-Bogis
Pour les articles homonymes, voir Chavannes.
Chavannes-de-Bogis est une commune suisse du canton de Vaud, située dans le district de Nyon.

## Géographie
Chavannes-de-Bogis fait partie de la région de Terre Sainte, les autres communes de Terre-Sainte étant Mies, Tannay, Chavannes-des-Bois, Commugny, Coppet, Founex, Bogis-Bossey et Crans.

## Population

### Gentilé et surnom
Les habitants de la commune se nomment les Chavannus.
Ils sont surnommés les Bienheureux.

## Articles liés
- Centre Manor Chavannes, centre commercial